# Lonkkarisensaaret
Lonkkarisensaaret är en ö i Finland. Den ligger i sjön Ylä-Rieveli och i kommunen Pertunmaa i den ekonomiska regionen  S:t Michel och landskapet Södra Savolax, i den södra delen av landet, 160 km nordost om huvudstaden Helsingfors. Öns area är 1,3 hektar och dess största längd är 190 meter i nord-sydlig riktning.  Notera att namnet antyder att det är fråga om flera öar.